# Castagnède (Górna Garonna)
Castagnède – miejscowość i gmina we Francji, w regionie Oksytania, w departamencie Górna Garonna.
Według danych na rok 1990 gminę zamieszkiwało 175 osób, a gęstość zaludnienia wynosiła 53 osób/km² (wśród 3020 gmin regionu Midi-Pireneje Castagnède plasuje się na 888. miejscu pod względem liczby ludności, natomiast pod względem powierzchni na miejscu 1627.).